# Limbach, Slovacia
Limbach este o comună slovacă, aflată în districtul Pezinok din regiunea Bratislava. Localitatea se află la altitudinea de 181 m deasupra n.m., se întinde pe o suprafață de 15,37 km2 și în 2017 număra 2.092 de locuitori.

## Istoric
Localitatea Limbach este atestată documentar din 1390.

## Demografie
| An:                | 1994 | 2004    | 2014    | 2024    |
| ------------------ | ---- | ------- | ------- | ------- |
| Număr de persoane: | 913  | 1337    | 1908    | 2428    |
| Diferență:         |      | +46,44% | +42,70% | +27,25% |

| An:                | 2023 | 2024   |
| ------------------ | ---- | ------ |
| Număr de persoane: | 2423 | 2428   |
| Diferență:         |      | +0,20% |